# Aeneonaenaria malaisei
Aeneonaenaria malaisei är en stekelart som beskrevs av Heinrich 1974. Aeneonaenaria malaisei ingår i släktet Aeneonaenaria, och familjen brokparasitsteklar. Inga underarter finns listade.